# DUCCI
DUCCI（だっち、本名: 高田 政良（たかだ まさよし）、1977年5月15日 - ）は、日本のドラマー、スタジオ・ミュージシャン、音楽プロデューサー、ドラム講師、カノウプスドラムエンドーサー。鳥取県米子市首都圏観光大使。

## 来歴
大阪府生まれ。血液型A型。中学生時代に鳥取県米子市へ移住しその後上京。

## 経歴
- 2003年、KUMACHIのドラムとしてエイベックスよりメジャー・デビュー。
- 2005年、KUMACHI解散後、サポートドラマー活動を開始。
- 2007年、ギター D・A・I、ヴァイオリンARIA,ベースAcchiが属するバンドARIA ASIAに参加。フジロックフェスティバル,MIYAKO ISLAND ROCK FESTIVAL,サッポロシティジャズフェスティバルに出演。

- 2010年、ドラムスクール「POCKET NOTE DRUM SCHOOL」開校。
- 2011年、アシガルユースのプロデュースを開始。
- 2012年4月、米子市にレンタルスタジオ「音楽天国米子FS店」をプロデュース。6月、米子市の首都圏観光大使に任命。
- 2015年10月、「音楽天国米子FS店」にて河村"カースケ"智康ドラムクリニックを主催。

## 主な参加ミュージシャン
- sacra
- Dear Loving
- ARIA ASIA
- レッド・ペッパー・ガールズ
- フロウズン
- 木佐貫あつひさ with A.W.I.D
- ビビアン・スー
- 得能律郎
- N.U.
- 山口貴大
- UNIST
- Gypsy
- Ichiro
- 音速ライン
- 関将
- kurosawa daisuke
- THE LED SNAIL
- 伊勢賢治

## プロデュース参加作品
アシガルユース
- シングル - 「Hello☆my yesterday'$」
- アルバム - 「妄想yes」